# The Honourable Woman
The Honourable Woman és una minisèrie de televisió britànica de 2014, thriller d' espionatge polític de vuit episodis, dirigida i escrita per Hugo Blick per a la BBC Two i Sundance Channel, protagonitzada per Maggie Gyllenhaal.

## Sinopsi
Nessa Stein, una dona de negocis anglo-jueva, moguda pel seu compromís amb el procés de pau a Palestina orienta l'empresa familiar cap el sector de les telecomunicacions. Un aparent suïcidi d'un soci comercial li fa retardar un ambiciós projecte que connectaria Cisjordània amb cables de fibra òptica. També s'haurà d'enfrontar a un fosc secret del seu passat, quan va ser ostatge a Gaza fa vuit anys. Es trobarà enemics en tots els bàndols, incloent espies a ambdues bandes de l'Atlàntic.

## Personatges principals
- Maggie Gyllenhaal – Nessa Stein.

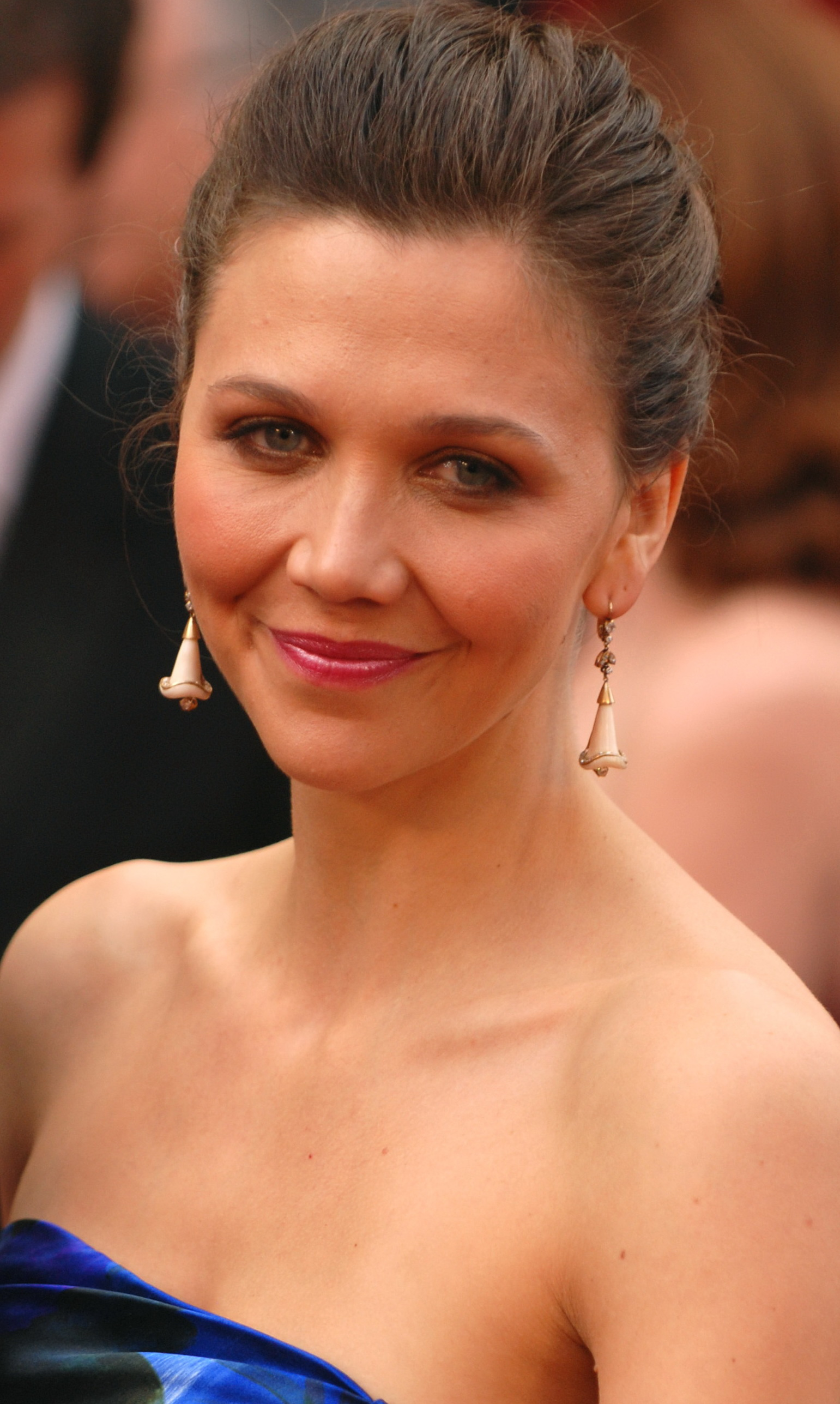
Maggie Gyllenhaal, interpreta Nessa Stein

- Andrew Buchan – Ephra Stein, havia dirigit l'empresa familiar abans que la seva germana Nessa.[3]
- Stephen Rea – Sir Hugh Hayden-Hoyle, director del servei a l'Orient Mitjà de l'MI6.
- Lubna Azabal – Atika Halibi, amiga de Nessa, cuida els dos fills d'Ephra.
- Janet McTeer – Julia Walsh, directora de l'MI6.
- Katherine Parkinson – Rachel Stein, esposa d'Ephra.
- Tobias Menzies – Nathaniel Bloom, guardaespatlles de Nessa.
- Eve Best – Monica Chatwin, agregada d'afers exteriors britànics a Washington.
- Yigal Naor – Shlomo Zahary, home de negocis israelià, amic de Nessa i Ephra.
- Genevieve O'Reilly – Frances Pirsig, secretària i consellera de Nessa.
- Lindsay Duncan – Anjelica, Lady Hayden-Hoyle, ex-dona de Hugh Hayden-Hoyle.

## Capítols
- Capítol 1: The Empty Chair
- Capítol 2: The Unfaithful Husband
- Capítol 3: The Killing Call
- Capítol 4: The Ribbon Cutter
- Capítol 5: Two Hearts
- Capítol 6: The Mother Line
- Capítol 7: The Hollow Wall
- Capítol 8: The Paring Knife

## Crítiques
Sèrie narrada amb estil pausat, per aprofundir en la caracterització dels personatges i els seus matisos. Seqüències d'acció poc freqüents, però ben resoltes. El director Hugo Blick ens mostra de forma intel·ligent les cicatrius i conflictes insolubles de la política de l'Orient Mitjà reflectida en la relació dels personatges de Nessa i Atika.
La minisèrie teixeix una història espectacularment ben construïda, complexa, densa, exigent, sobre la lleialtat, l'engany, el perdó i la venjança. Drama psicològic, sensible i a estones delicat que és imparcial, cap de les parts és l'única culpable, hi ha dolents i innocents en ambdós bàndols.
Va ser inclosa en les llistes de millor sèrie de l'any per part de diversos mitjans com Hollywood Reporter, Los Angeles Times, The Wall Street Journal, The Guardian.

## Premis i nominacions
Maggie Gyllenhaall va guanyar el Globus d'Or a la millor actriu en minisèrie o telefilm en la seva 72 edició que es va lliurar el 2015, pel seu captivador paper de Nessa Stein. Stephen Rea va obtenir el BAFTA TV 2015 al millor actor de repartiment pel seu paper de Sir Hugh Hayden-Hoyle.